# Hiram Quiroga Fuentealba
Hiram Quiroga Fuentealba (Doñihue, provincia O’Higgins; 6 de septiembre de 1933) es un arquitecto chileno, ruralista, urbanista y especialista en gestión comunitaria. Fue vicepresidente ejecutivo de la Corporación de la Vivienda (CORVI) durante el gobierno de Salvador Allende y Asesor Técnico Principal del Centro de las Naciones Unidas para los Asentamientos Humanos (CNUAH-Hábitat) en Honduras, Guatemala, República Dominicana y Ecuador. Su legado consiste no solo en la gestión para la construcción y reconstrucción de más de 200 mil viviendas de interés social (de las cuales 80,854 fueron destinadas a familias chilenas) y unas 100 mil soluciones habitacionales de emergencia, sino también en la conceptualización y puesta en práctica de la gestión comunitaria como forma de organización social para el desarrollo de los pueblos.

## Biografía
Es hijo de don José Quiroga Escola, químico farmacéutico de la Universidad de Chile, quien fue regidor y alcalde de Doñihue e intendente de la provincia O’Higgins, y de doña Mercedes Fuentealba Rojas, química farmacéutica de la Universidad de Chile y madre de otros cuatro hijos: Ananda, José, Ariel y Mercedes. Su infancia y adolescencia en Doñihue estuvieron siempre muy ligadas a lo rural, en términos del entorno, la gente y las tradiciones. Esa inclinación y valoración las ha mantenido durante toda su vida. De igual modo, posiblemente por influencia de su padre, desde su juventud ha estado constantemente interesado en el quehacer político.
Cursando sus estudios secundarios en la ciudad de Rancagua, conoció a Sonia Martínez Ovalle, arquitecta de la Universidad de Chile, con quien se casó en 1960 y tuvo a sus cinco hijas. Luego del golpe de Estado de 1973 al gobierno de Salvador Allende, emigró con su familia a Tegucigalpa, Honduras; Ciudad de Guatemala y Santo Domingo, República Dominicana. Luego de enviudar, en 1992, se trasladó a Quito, Ecuador y retornó a Chile en el año 2000, radicándose en la ciudad de Valparaíso. Contrajo matrimonio con Josefina Di Cosmo en 2001.

## Vida estudiantil
Cursó la secundaria en el Liceo de Hombres de Rancagua, donde fue enviado a estudiar por sus padres, junto a su hermano José. En 1951 se trasladó a Santiago para iniciar su carrera de arquitectura en la Universidad de Chile, donde además se destacó como líder estudiantil en la Federación de estudiantes de la Universidad de Chile (FECH).
En 1957, como delegado de la federación participó en el VI Festival Mundial de la Juventud y los Estudiantes en Moscú, desde donde viajó a Beijing, tuvo la oportunidad de conocer a Mao Zedong y además participó en el equipo de evaluación post festival.
De vuelta a los orígenes, su tesis de grado para el título de arquitecto propone la remodelación del centro histórico de Rancagua, desde la plaza de Los Héroes a la iglesia de La Merced.

## Vida profesional

### Chile
Trabajó en el Instituto de Desarrollo Agropecuario (INDAP) desde 1962 hasta 1970, como arquitecto ruralista (especialista en desarrollo rural), donde se ocupó de proyectos de dotación de infraestructura apropiada al sur de Chile, desde bodegas de papas en Chiloé hasta implementación de nuevas tecnologías como la de siembra de pastos de la zona para parar la invasión de dunas de arena en los campos petroleros de la región de Magallanes, pasando por el diseño y construcción de plantas lecheras, mataderos y frigoríficos.
Luego de 58 días de la instalación del Gobierno de la Unidad Popular (UP) de Salvador Allende, el 1.º de enero de 1971 asumió como vicepresidente ejecutivo de la Corporación de la Vivienda (CORVI), puesto que ocupó hasta el 11 de septiembre de 1973. 
El Gobierno de Allende debió enfrentar un movimiento de pobladores que en pos del sueño de la casa propia aspiraba a dejar atrás el pasado de allegados, de los conventillos y las poblaciones callampa. Las numerosas tomas de terrenos debían convertirse en poblaciones, garantizando así el derecho social a la vivienda. Julio Pinto Vallejos afirma que la creación del Departamento de Ejecución Directa fue una modificación muy relevante en la política del Ministerio de la Vivienda, así la CORVI construiría directamente y con nuevos equipos mecánicos. De acuerdo con el ministro de la Vivienda, esto acortaría los plazos de construcción; según el propio arquitecto Quiroga, contribuiría a evitar la especulación, a acelerar la reducción del déficit habitacional y a frenar el lucro desmedido de las empresas constructoras; mientras que conforme al presidente del Comité de Obras, los trabajadores tenían responsabilidad y capacidad para producir más rápido y más barato que la empresa privada.
El déficit estimado a 1970 era de 592,324 viviendas. Para 1973, del ambicioso plan de la UP, la CORVI, bajo su dirección, llegó a construir 80,854 viviendas, incluyendo los emblemáticos edificios prefabricados de hormigón producidos por la KPD, una planta donada por la Unión Soviética y diseñada para producir anualmente unos 1600 departamentos, que fue ubicada en El Belloto, Quilpué. Y a esta cifra, se sumaron otras 100 mil soluciones habitacionales  de emergencia y viviendas transitorias, tanto para las familias afectadas por el sismo de 1971 como para aquellas asentadas en campamentos; una hazaña en la historia de la vivienda social en Chile hasta ese momento.

### ONU-Hábitat
A partir de 1974, fue Asesor Técnico Principal del Programa de las Naciones Unidas para los Asentamientos Humanos (ONU-Hábitat) por 26 años, en Honduras, Guatemala, República Dominicana y Ecuador.
En 1974 se trasladó desde Santiago de Chile a Tegucigalpa, Honduras, para dirigir el proyecto de reconstrucción de ONU-Hábitat luego del paso del Huracán Fifí (categoría 2) por ese país centroamericano, donde en solo 24 horas, 182 pueblos y aldeas fueron completamente destruidos, con un saldo de alrededor de 130,000 personas damnificadas y unas 15,500 viviendas destruidas o seriamente dañadas.
Un año y medio más tarde, el terremoto del 4 de febrero de 1976, de magnitud 7.6 Richter y sus réplicas sucesivas devastaron varias ciudades de Guatemala. 258 mil viviendas fueron destruidas, dejando a 1 millón 200 mil personas a la intemperie. Como si fuera poco, el 40% de la infraestructura hospitalaria, que debía atender a los 77 mil heridos, fue completamente destruida. Así, nuevamente trasladó su residencia, esta vez a la Ciudad de Guatemala, para hacerse cargo del proyecto de ONU-Hábitat de manejo de la emergencia en asentamientos humanos y luego de capacitación y reconstrucción con nuevas tecnologías que pudiesen enfrentar desafíos similares en el futuro. 
Los fectos adversos de fenómenos naturales continuaron afectando la región. El 31 de agosto de 1979, el ojo del huracán David (categoría 5) pasó sobre Santo Domingo, la capital de la República Dominicana, y cruzó la isla en dirección noroeste. Cuatro días más tarde, la tormenta Federico terminó de destruir lo que David había pasado por alto, permaneciendo otros 6 días en territorio dominicano en una trayectoria muy similar a la de David. El 23% de la población del país fue afectada, 1.2 millones de personas. 57 mil viviendas fueron destruidas o seriamente dañadas, dejando sin techo o con sus viviendas dañadas a unas 350 mil personas. 150 mil fueron trasladadas a refugios. Nueva vez, hubo de trasladarse, en esta ocasión a la ciudad de Santo Domingo, para asumir la dirección del proyecto correspondiente de ONU-Hábitat, a fin de afrontar esta nueva emergencia.
En Quito, Ecuador, su conocimiento, experiencia y compromiso fueron requeridos por ONU-Hábitat para un proyecto de gestión comunitaria, ayuda mutua y esfuerzo propio, con fuertes componentes de capacitación y organización comunitaria. Esto, sumado a la transferencia tecnológica no solo se dirigía a romper el círculo vicioso de la pobreza, sino a asegurar que los habitantes de los asentamientos humanos estuviesen preparados de cara a posibles desastres o emergencias.
Su vida profesional ha sido dedicada casi por completo a contribuir al establecimiento de asentamientos humanos dignos y sustentables, otorgando suma importancia al valor potencial de los individuos y sus comunidades como entes capaces de autogestionar su desarrollo. Gran parte de su gestión profesional facilitó el mejoramiento de las condiciones de vida de pobladores de asentamientos precarios que tuvieron entonces la oportunidad de ejercer su derecho a una vivienda digna.

## Publicaciones
- Corvi en el centro de la construcción: 60 mil viviendas. 1971. Auca: Arquitectura Urbanismo Construcción Arte, (23)
- Hacia la autogestión comunitaria de los asentamientos precarios en Ecuador, s/e, Quito, 1993
- Hacia el cambio mediante la autogestión comunitaria, junto con Santiago Quevedo y Eduardo Chiriboga, Cotopaxi, Quito, 1995.
- Manual para Capacitadores en Autogestión Comunitaria, junto con José Sing y Millaray Quiroga, Quito, 1998.
- Efecto invernadero, calentamiento global y cambio climático: El medioambiente como derecho humano de solidaridad. Revista Occidente 506, Junio 2020, pp 36-41